# What Do You Mean?
«What Do You Mean?» (укр. Що ти маєш на увазі?) — пісня канадського співака Джастіна Бібера з його четвертого студійного альбому Purpose (2015). Пісня вийшла 28 серпня 2015 року, як провідний сингл альбому лейблом Def Jam Recordings. Написана Бібером, Джейсоном "Poo Bear" Бойдом і Мейсоном Леві, продюсером виступив MdL, а співпродюсером — Бібер. «What Do You Mean?» написана у жанрі поп і тропікал-хауз, з інструментальним звучанням легких розчерків флейт Пана, закільцьованих вокальних семплів, акордів фортепіано, палких синтезаторів, басів і «витончених бітових» елементів зі звучанням тікання годинника, в той час як Бібер використовує плавний, емоційний вокал. Лірично, «What Do You Mean?» розповідає про труднощі у розумінні протилежної статі.
Вона увійшла до кількох рейтингів кращих пісень 2015 року. Комерційно, пісня потрапила до хіт-парадів багатьох країн, зокрема Канади, Ірландії, Нової Зеландії та Норвегії. В Австралії, Сполучених Штатах і Сполученому Королівстві «What Do You Mean?» посів перші сходинки чартів. В музичному відео на пісню Бібер знявся у ліжку з молодою дівчиною, яких викрадають чоловіки у масках, а також знявся актор Джон Легвізамо.

## Створення
Після випуску синглу «Where Are Ü Now» разом зі Skrillex та Diplo в рамках їхнього проєкту Jack Ü, який досягнув всесвітнього успіху і визнання, 28 липня 2015 року Бібер в ефірі радіопрограми On Air with Ryan Seacrest повідомив, що «What Do You Mean?» стане першим синглом з його наступного альбому. Поки він був там, його менеджер Скутер Браун, попросив Раяна Сікреста прорекламувати сингл, і запропонував йому зробити відповідну фотографію для Instagram, на якій він тримав табличку, на якій було написано, що до виходу синглу 30 днів. Для подальшого просування виходу пісні, Браун зв'язався з кількома знаменитостями, які подібним чином відраховувати дні до виходу, серед яких були Мерая Кері, Ед Ширан, Аріана Ґранде, Big Sean, Аланіс Моріссетт, Меган Трейнор, Брітні Спірс, Гіларі Дафф, Little Mix, Кріс Мартін, Карлі Рей Джепсен і багато інших. Під час інтерв'ю з Раяном Сікрестом він назвав сингл «веселим», «літнім» і «дивовижним». Що стосується тексту пісні, він прокоментував: «Ну, дівчата часто просто лицемірні. Вони говорять щось одне, а мають на увазі щось інше. То… Що ви маєте на увазі? (англ. What Do You Mean?) Я не знаю, тому запитую». Пізніше, 19 серпня 2015 року, Бібер надіслав різні частини тексту пісні 49 випадково обраним фоловерам у Твіттері. Як пояснив Джейсон Ліпшуц в публікації для Billboard, «Кожне повідомлення включало годинникову анімацію з часом, що відповідав розташуванню тексту в пісні, і Белібери того ж дня разом об'єднали повідомлення у текст майбутнього синглу». 5 серпня 2015 року Бібер представив пісню для радіо галузі на події iHeartMedia.

## Випуск
Пісня вийшла 28 серпня 2015 року, і 1 вересня 2015 року вона з'явилася в ротації радіо форматів mainstream. 16 жовтня 2015 року стало відомо, що ремікс з пісні за участі Аріани Ґранде, буде доступний, для тих хто робив попереднє замовлення альбому в iTunes.
8 січня 2016 року офіційний ремікс від Елісон Вандерленд став доступний онлайн.

## Композиція
«What Do You Mean?» була написана Джастіном Бібером, Джейсоном "Poo Bear" Бойдом і Мейсоном Леві. Спродюсований MdL, Бібер виступив співпродюсером. Спочатку в ЗМІ було висловлено припущення, що Skrillex продюсує «What Do You Mean?». Разом з тим, представник Бібера підтвердив в інтерв'ю Rolling Stone, що пісня була спродюсована Бібером і MdL, який раніше співпрацював зі співаком над його синглі «Boyfriend» (2012). Написана в тональності ля-бемоль мажор, має веселий темп у 125 ударів на хвилину. Вокал Бібера охоплює діапазон від низької ноти F3 до високої ноти G5. Жанр пісні — це поп та тропікал-хауз.
Бібер у пісні використовує шепітливий вокал, який оглядачі назвали «гладким і душевним». Трек поєднує в собі інструментальне звучання флейти, повторювані вокальні семпли, фортепіанні акорди, синтезатори з тропічним звучанням, баси та елементи «слизького біту» під звук годинника. Гіл Кауфман з MTV News писав, що в треку звучить «делікатна флейта, що нагадує трель зі скромним цоканням годинника та супер розслабляючою атмосферою», і є «своєрідне продовження» треку Skrillex та Diplo «Where Are Ü Now» за участі Бібера.
Лірично «What Do You Mean?» розповідає про пошук зрозумілих стосунків та про неможливість зрозуміти протилежну стать, про що Бібер співає у приспіві: «Що ти маєш на увазі / коли киваєш головою так, але ти хочеш сказати ні? / що ти маєш на увазі / коли ти не хочеш, щоб я рухався, але ти говориш мені йти?» (англ. What do you mean / When you nod your head yes, but you wanna say no? / What do you mean / When you don't want me to move, but you tell me to go?).

## Ремікси
Ремікс за участі Аріани Ґранде вийшов 16 жовтня 2015 року та був доступний для прослуховування тим шанувальникам, які попередньо замовили альбом в iTunes до 13 листопада 2015 року (дата виходу альбому). Ті хто не зробив попереднього замовлення альбому до 13 листопаду — не могли його слухати в iTunes та Apple Music, але він був доступний на інших музичних вебсайтах.
8 січня 2016 року в інтернеті вийшов офіційний ремікс, який виконала Елісон Вандерленд.

## Відгуки критиків
Карлай Малленбаум з USA Today, яка почула пісню на початку серпня, схарактеризувала її як «яскравий танцювальний трек для клубу». Аналогічно, оглядач The Daily Beast сказав: "["What Do You Mean?"] до біса легко запам'ятовується; повільне горіння, яке, як той колаж, перетворюється на Бібера гангстера". Гіл Кауфман з MTV News також назвав пісню «гангстерською», пояснивши, що «це класичний трек Джастіна Бібера: спокусливий, щирий, благаючий і просто в міру сексуальний». Майк Васс з Idolator похвалив у пісні «приспів, що миттєво запам'ятовується» і додав: «З точки зору вокалу, [Бібер] ніколи не звучав краще». Оглядач Digital Spy Емі Девідсон назвала його «ідеальним поптреком, а також спотвореною піснею кохання для міленіалів». Ендрю Унтербергер зі Spin висловив думку, що пісня вийшла «справді досить приємною». Шон Фітц-Джеральд з New York Magazine також дав позитивний відгук, зазначивши, що трек «звучить так, ніби поєднали будильник Стіва Ейокі та тропічний пляжний курорт. (Іншими словами, електрояскравий як пекло.)» Джейсон Ліпшуц з Billboard дав пісні «чотири зірки з п'яти» і зазначив, що вона «позиціонується як величезна заявка на повернення [Бібера]», додавши: «[Пісня] синтезує позитивні компоненти „Where Are U Тепер“ і представляє щось тепліше і привітніше, але не менш нюансове або вражаюче». Рецензент NME назвав трек «ідеальною поп-цукеркою: легкою, як повітря та привабливою, як пекло, що дозволяє нам побачити вразливість за фасадом мегазірки, коли Бібер щиро поринув у жіночі таємниці».
Енді Келман з AllMusic виділив пісню як одну з найголовніших в альбомі, назвавши її та «Sorry» треками, які «показали йому глибший зв'язок зі своїм матеріалом і що він прогресує від виконавця до артиста». Схожим чином Лія Грінблат із Entertainment Weekly також відзначила ці дві пісні та «Where Are Ü Now» за те, що вони «розділені для максимальної аеродинаміки, вокал — ментоловий та підсолоджений басовим штрихом, присутні синтезаторні лінії заклинателя змій.» Бред Нельсон з Pitchfork похвалив цю пісню та «Sorry», назвавши їх «яскраві тропікал-хауз треки, які звучать як сонячне світло, що пливе вниз пальмами гілками. Голос Бібера часто нагадує дихання, виразно виражене нотами; тут він дозволяє йому невагомо пробиватися через текстури. Це його найкращі роботи на сьогоднішній день, що дозволяють йому розгорнути ритмічну грайливість, не ділячись ні йотою розбірливих емоцій.» Шелдон Пірс з Complex назвав його «духовним центром альбому», а Джанін Шельф з Consequence of Sound обрала його як один із найважливіших треків альбому. Джош Дюбоф з Vanity Fair вважає трек «легким і непристойним, як „Where Are Ü Now?“, що на 35 відсотків менш рухомий.» Він також припустив, що пісня "смутно нагадує всюдисущий трек OMI «Cheerleader», " і що «Бібер звучить більш спокійно і впевнено, ніж, можливо, в інших треках.» Нік Мессітт із Forbes погодився зі порівнянням з піснею «Cheerleader», зазначивши, що у пісні «схрещується м'яке і танцююче, чотириповерхове з гладким.»
Consequence of Sound у позитивній рецензії зазначив: «Skrillex зробив це повільне полум'я, створивши звукові петлі хауса з тропічними ароматами, щоб доповнити ніжні наспіви Бібера.»

### Річні огляди
| Критик/Видання       | Список                         | Місце | Прим.  |
| -------------------- | ------------------------------ | ----- | ------ |
| Entertainment Weekly | 40 найкращих пісень 2015 року  | 2     | [ 29 ] |
| MTV                  | Найкращі пісні 2015 року       | 9     | [ 30 ] |
| NME                  | Треки 2015 року за версією NME | 3     | [ 22 ] |
| Spin                 | 101 найкраща пісня 2015 року   | 1     | [ 31 ] |
| Time Out             | 100 найкращих пісень 2015 року | 41    | [ 32 ] |
| Village Voice        | Pazz & Jop                     | 29    | [ 33 ] |

## Комерційна успішність

### Північна Америка

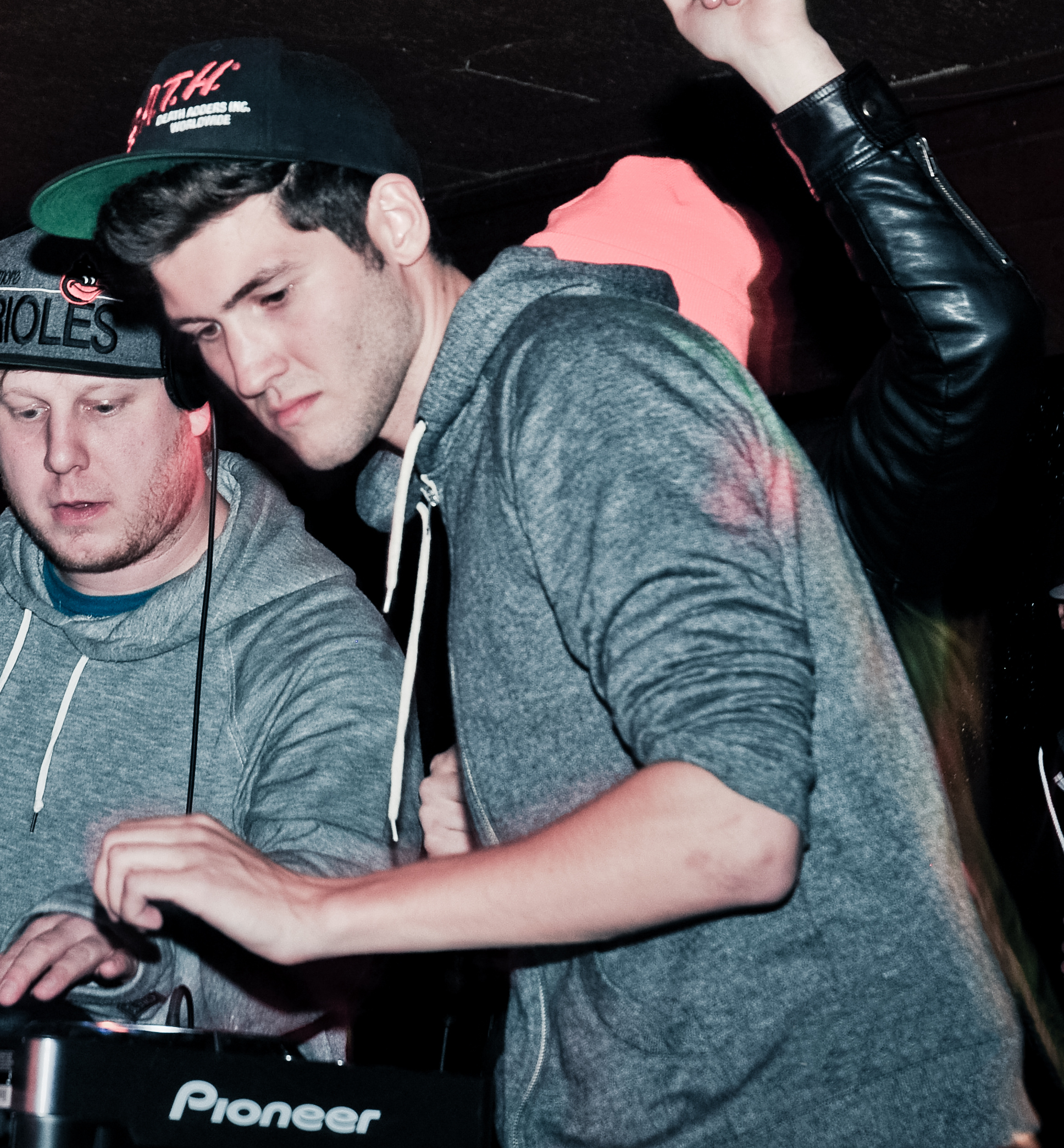
З «What Do You Mean?» Бібер став наймолодшим артистом чоловіком, що дебютував на вершині чарту Billboard Hot 100, забравши першість у Baauer.

У США «What Do You Mean?» дебютувала 12 вересня на 28 сходинці чарту у графіку Mainstream Top 40, на тредій день після релізу, з охопленням радіо аудиторії у 20 мільйонів слухачів. У чарті 24 жовтня сингл отримав відзнаку «Greatest Gainer» побувши у хітпараді протягом двох тижнів поспіль та піднявшись з 3 до 1 місця чарту Mainstream Top 40, ставши першою піснею номер Бібер, що очолила цей чарт. Пісня дебютувала на вершині чарту Billboard Hot 100 17 вересня 2015 року, змістивши з цієї позиції пісню The Weeknd «Can't Feel My Face» на один тиждень. Це став перший сингл Бібера, що очолив цей чарт та сьомий його хіт у топ-10 чарту у Сполучених Штатах, а також став 23-ю піснею, яка дебютувала одразу ж на вершині чарту за 57-річну історію Billboard Hot 100. Крім того, Бібера став наймолодшим артистом-чоловіком, чий синглу дебютував на вершині чарту, побивши попередній рекорд Фантазії Барріно з піснею «I Believe» (2004). Доріжка також дебютувала на першій сходинці хітпараду Billboard Hot Digital Songs, з продажами у 337.000 примірників, станом на 3 вересня 2015 року, ставши другим синглом Бібер на вершині чарту, після «Boyfriend», з продажами у 521.000 примірників за дебютний тиждень. На другому тижні «What Do You Mean?» залишалася на вершині чарту Billboard Hot Digital Songs з продажем у 159.000 примірників, однак вона опустилася до третьої позиції Billboard Hot 100, зменшившись у загальній активності на 30 %, але наступного тижня повернулася на першу сходинку і залишилася як найпродаваніша пісня із 128.000 завантажень.
На чарті Billboard Hot 100 5 грудня 2015 року, після виходу Purpose, пісня піднялася з 6 на 5 сходинку. Того тижня треки Бібера «Вибачте» та «Любі себе» (трек із Purpose, який дебютував у чарті, з продажем у 140.000 завантажень) посіли другу та четверту сходинку чарті відповідно, що зробило співака третім артистом в історії із трьома синглами у першій п'ятірці чарту (до цього це вдавалося лише The Beatles у 1964 році та 50 Cent у 2005 році). Крім того, того ж тижня 17 пісень Бібера одночасно перебували у чарті Billboard Hot 100, побивши рекорд, який раніше встановили The Beatles і Дрейк. Станом на 6 лютого 2016 року пісня протрималася 21 тиждень поспіль у першій десятці Billboard Hot 100, зрівнявшись у цьому з піснею Нікі Мінаж «Starships» та Maroon 5 «Sugar», які найдовше протрималися у топ-10 Billboard Hot 100 від моменту дебюту. Згодом побила рекорд пісня Бібера «Love Yourself», яка протрималася 23 тижні поспіль у першій десятці з моменту свого дебюту. Станом на лютий 2016 року «What Do You Mean?» продано понад 1.600.000 примірників у США.
У рідній для Бібера Канаді «What Do You Mean?» дебютував дебютував на першій сходинці чарту Canadian Hot 100, з продажами у 48.000 примірників, ставши найбільшим продажем за перший тиждень після релізу у 2015 році та найбільшим від тоді, як Eminem випустив сингл «The Monster» (2013). Він також побив рекорд потокового відтворення у Канаді, отримавши 3,1 мільйона відтворень за перший тиждень. Пізніше рекорд обох треків побив сингл Адель «Hello», який за перший тиждень було продано 140.000 разів і який був стрімінгово відтворений 4,79 мільйона разів. «What Do You Mean?» став лише другим синглом Бібера, що очолив чарт в Канаді разом із «Boyfriend» у 2012 року". Після шести тижнів поспіль очолювання чарту Канаді його місце ненадовго зняв інший канадський співак The Weeknd зі своїм синглом «The Hills», але повернувся на сьомий тиждень на першу сходинку, звідки його посунув сингл Адель «Hello» наступного тижня.

### Європа та Океанія
У Великій Британії «What Do You Mean?» дебютував на першому місці чарту UK Singles Chart 10 вересня 2015 року, із загальним обсягом продажів у 84.000 одиниць. Це перевершило його попередній найкращих тижневий продаж у 55.000 одиниць, який здобув трек «Boyfriend» у квітні 2012 року, і став першою піснею Бібера, що очолила чарт у Британії. Доріжка побила найвищий рекорд потокових відтворень за перший тиждень у Британії з 3,2 мільйонами відтворень, що перевершило рекорд у 2,03 мільйона, встановлене синглом One Draction «Drag Me Down». На другому тижні пісня опустилася на другу сходинку, проте вона побила рекорд Британії у потоковому відтворенні із 3,77 мільйонами відтворень за сім днів, допоки цей показник не перевершила пісня Адель «Hello» (яка вийшла в листопаді 2015 року і була відтворена 7,32 мільйона разів, майже подвоївши рекорд). Через три тижні з моменту виходу пісня залишилася найпопулярнішим треком в країні і на два тижні повернулася на перше місце чарту. 2 жовтня пісня була зміщена з першої позиції синглом Сема Сміта «Writing's on the Wall», але через тиждень вона повернулася на першу сходинку ще на два тижні. Це означає, що він загалом пробув п'ять тижнів на чолі британського чарту UK Singles Chart. Бібер став четвертим артистом-чоловіком, чий один і той самий сингл тричі виходив на першу сходинку чарту Великої Британії UK Singles Chart. Інші пісні, які очолюють тричі чарт у різні часи, — це треки Френкі Лена «I Believe», Гая Мітчелла «Singing the Blues» та Фаррелла Вільямса «Happy». «What Do You Mean?» був дев'ятим найпродаванішим синглом 2015 року у Великій Британії, з продажами у 988.000 примірників.
В Австралії «What Do You Mean?» 5 вересня дебютував у чарті ARIA Singles Chart, ставши першим синглом Бібера, який посів першу сходинку чарту. Пісня протрималася чотири тижні поспіль на вершині хіт-параду, ставши другим треком чарту у 2015 році, що найдовше пробув у чарті та отримавши платинову сертифікацію від Австралійської асоціації компаній звукозапису. 3 жовтня Бібера змістив з вершини чарту Macklemore & Ryan Lewis із треком «Downtown». «What Do You Mean?» також дебютував на вершині чарту у Новій Зеландії та Ірландії, ставши першим синглом Бібера на перших місцях чартів в обох країнах. Він протримався сім тижнів поспіль на вершині чарту Ірландії, і вісім тижнів поспіль на вершині чарту Нової Зеландії.

## Музичне відео
Ліричне відео на пісню «What Do You Mean?» режисера Лабана та за участю скейтбордистів Райана Шеклера та Челсі Кастро було опубліковане 28 серпня 2015 року. Музичне відео режисера Бреда Фурмана з Джоном Легвізамом та Ксенією Делі у головних ролях було презентоване 30 серпня 2015 року після проведення музичної премії MTV Video Music Awards 2015. Станом на серпень 2019 року відео набрало понад 2,0 мільярда переглядів на YouTube, що робить його 36-м за популярністю відео на сайті.

### Синопсис
Відео починається з того, що чоловік (якого грає Легвізамо) чекає когось біля дорожнього знаку перед мотелем під дощем. Похмура фігура з капюшоном (якого грає Бібер) підходить до цього чоловіка. Стає зрозуміло, що Бібер у боргу перед ним, після чого від дає Легвізамо гроші і просить захистити дівчину, яка йому подобається, після чого Бібер йде. Коли починається пісня, на відео дівчина, про яку йшлося раніше, показана в готельному номері з неоновим освітленням. Бібер стукає у двері, вона його впускає, і вони, зрештою, займаються коханням. Коли Бібер співає другий куплет пісні, в номер вривається група чоловіків у масках. Вони зав'язують Бібера та дівчину, після чого викрадають обох. Потім пара опиняється зв'язаною на покинутому складі. Зрештою, за допомогою запальнички, їм вдається звільнитися від мотузки та тікати. Коли чоловіки в масці виявляють, що пара втекли, вони починають їх переслідувати. Бібер з дівчиною тікаючи відкривають двері і бачать дорогу високо внизу. З наближенням чоловіків Бібер зістрибує, а за ним і дівчина. Вони безпечно приземляються на надувні матраци. Тоді ми бачимо Легвізамо, який виявляє себе лідером людей у масках, коли його вітає Бібер. Вони опиняються на підпільній скейтерській вечірці, де Бібер співає решту пісні. Відео закінчується тим, що Бібер стоїть один у темряві в скейтпарку.

### Purpose: The Movement
14 листопада 2015 року вийшло друге музичне відео, частина серії короткометражних фільмів присвячених альбому, під загальною назваою «Purpose: The Movement». У короткому музичному відео, як у відео на сингл «Sorry», знялися танцюристи ReQuest Dance Crew та The Royal Family, а режисером та хореографом виступила Паріс Гебель.

## Виконання наживо
Бібер вперше виконав «What Do You Mean?» в прямому ефірі церемонії нагородження MTV Video Music Awards 2015 30 серпня 2015 року. Він виконав пісню в ефірі Нічного шоу з Джиммі Феллоном, у супроводі гурту The Roots та за участі репера Блек Тута. Бібер також виконав «What Do You Mean?» в ефірі програми The Today Show разом з 5 іншими піснями з його альбому Purpose: «Sorry», «Love Yourself», «The Feeling», «No Pressure» та «Company» (яка була виконана вперше). Пісня також була виконана в програмі Think It Up! 11 вересня 2015 року. 29 вересня Бібер виконав пісню в ефірі 7 сезону X Factor. «What Do You Mean?» також була виконана на церемонії нагородження MTV Europe Music Awards 2015 25 жовтня 25 жовтня. Пісня також була включена до сетлисту світового концертного туру Бібера Purpose World Tour.

## Треклист
| Цифрове завантаження | Цифрове завантаження | Цифрове завантаження |
| #                    | Назва                | Тривалість           |
| -------------------- | -------------------- | -------------------- |
| 1.                   | «What Do You Mean?»  | 3:26                 |

| CD-сингл | CD-сингл                               | CD-сингл   |
| #        | Назва                                  | Тривалість |
| -------- | -------------------------------------- | ---------- |
| 1.       | «What Do You Mean?»                    | 3:26       |
| 2.       | «What Do You Mean?» (Інструментальний) | 3:26       |
| 6:52     |                                        |            |

## Чарти
| Чарт (2015–16)                                    | Найвища позиція |
| ------------------------------------------------- | --------------- |
| Австралія (ARIA)                                  | 1               |
| Австрія (Ö3 Austria Top 75)                       | 1               |
| Бельгія (Ultratop Flanders)                       | 3               |
| Бельгія (Ultratop Wallonia)                       | 2               |
| Канада (Canadian Hot 100)                         | 1               |
| СНД (Tophit)                                      | 8               |
| Чехія (IFPI)                                      | 86              |
| Чехія (Singles Digitál Top 100)                   | 1               |
| Данія (Tracklisten)                               | 1               |
| Європа (Euro Digital Songs)                       | 1               |
| Фінляндія (Suomen virallinen lista)               | 1               |
| Франція (SNEP)                                    | 3               |
| Німеччина (Official German Charts)                | 4               |
| Греція (Digital Songs) (Billboard)                | 1               |
| Угорщина (Rádiós Top 40)                          | 28              |
| Угорщина (Single Top 40)                          | 1               |
| Ісландія (RÚV)                                    | 3               |
| Ірландія (IRMA)                                   | 1               |
| Ізраїль (Media Forest)                            | 2               |
| Італія (FIMI)                                     | 2               |
| Японія (Japan Hot 100)                            | 13              |
| Ліван (Lebanese Top 20)                           | 6               |
| Нідерланди (Dutch Top 40)                         | 1               |
| Нідерланди (Mega Single Top 100)                  | 1               |
| Мексика (AMPROFON Top 20)                         | 2               |
| Нова Зеландія (RIANZ)                             | 1               |
| Норвегія (VG-lista)                               | 1               |
| Польща (Video Chart)                              | 4               |
| Португалія Portugal Digital Songs (Billboard)     | 1               |
| Шотландія (Official Charts Company)               | 1               |
| Словаччина (Singles Digitál Top 100)              | 1               |
| Словенія (SloTop50)                               | 26              |
| Південна Африка (EMA)                             | 1               |
| Південна Корея International (Gaon Digital Chart) | 7               |
| Іспанія (PROMUSICAE)                              | 3               |
| Швеція (Sverigetopplistan)                        | 1               |
| Швейцарія (Media Control AG)                      | 2               |
| Велика Британія (Official Charts Company)         | 1               |
| США (Billboard Hot 100)                           | 1               |
| США (Adult Contemporary) (Billboard)              | 14              |
| США (Adult Top 40) (Billboard)                    | 8               |
| США (Hot Dance Club Songs) (Billboard)            | 1               |
| США (Hot Dance Airplay) (Billboard)               | 1               |
| США (Mainstream Top 40) (Billboard)               | 1               |
| США (Rhythmic) (Billboard)                        | 3               |

| Чарт (2015)                               | Позиція |
| ----------------------------------------- | ------- |
| Австралія (ARIA)                          | 9       |
| Бельгія (Ultratop Flanders)               | 46      |
| Канада (Canadian Hot 100)                 | 19      |
| Німеччина (Official German Charts)        | 42      |
| Ізраїль (Media Forest)                    | 42      |
| Італія (FIMI)                             | 17      |
| Японія (Japan Hot 100)                    | 87      |
| Нідерланди (Dutch Top 40)                 | 19      |
| Нова Зеландія (Recorded Music NZ)         | 11      |
| Велика Британія (Official Charts Company) | 9       |
| США (Billboard Hot 100)                   | 33      |
| США (Mainstream Top 40) (Billboard)       | 33      |

| Чарт (2016)                               | Позиція |
| ----------------------------------------- | ------- |
| Австралія (ARIA)                          | 68      |
| Бельгія (Ultratop Flanders)               | 97      |
| Бразилія (Brasil Hot 100)                 | 62      |
| Канада (Canadian Hot 100)                 | 19      |
| Данія (Tracklisten)                       | 42      |
| Італія (FIMI)                             | 36      |
| Японія (Japan Hot 100)                    | 46      |
| Нідерланди (Single Top 100)               | 33      |
| Нова Зеландія (Recorded Music NZ)         | 29      |
| Швейцарія (Schweizer Hitparade)           | 60      |
| Велика Британія (Official Charts Company) | 35      |
| США (Billboard Hot 100)                   | 31      |
| США (Adult Contemporary) (Billboard)      | 31      |

| Чарт (2017)            | Позиція |
| ---------------------- | ------- |
| Японія (Japan Hot 100) | 21      |

| Чарт                    | Позиція |
| ----------------------- | ------- |
| США (Billboard Hot 100) | 578     |

## Сертифікації
| Регіон | Сертифікація          | Продажі   |
| --- | --------------------- | --------- |
| Австралія (ARIA) | 5× Платиновий         | 350 000   |
| Бельгія (BEA) | 2× Платиновий         | 40 000    |
| Канада (Music Canada) | 6× Платиновий         | 480 000*  |
| Данія (IFPI Denmark) | 3× Платиновий         | 180 000^  |
| Франція (SNEP) | Платиновий            | 133 333   |
| Німеччина (BVMI) | Платиновий            | 400 000   |
| Італія (FIMI) | 6× Платиновий         | 300 000   |
| Японія (RIAJ) | Платиновий            | 250 000^  |
| Мексика (AMPROFON) | 4× Платиновий+Золотий | 270 000   |
| Нова Зеландія (RIANZ) | 4× Платиновий         | 60 000*   |
| Норвегія (IFPI Norway) | 2× Платиновий         | 80 000    |
| Польща (ZPAV) | Діамантовий           | 100 000   |
| Іспанія (PROMUSICAE) | 3× Платиновий         | 120 000   |
| Швеція (IFPI Sweden) | 8× Платиновий         | 320 000   |
| Велика Британія (BPI) | 4× Платиновий         | 2,400,000 |
| США (RIAA) | 6× Платиновий         | 6 000 000 |
| *продажі, що базуються лише на сертифікаціях · ^відвантаження, що базуються лише на сертифікаціях · продажі+прослуховування, що базуються лише на сертифікаціях |                       |           |

## Історія випуску
| Країна    | Дата           | Формат                 | Лейбл             | Прим.   |
| --------- | -------------- | ---------------------- | ----------------- | ------- |
| Світ      | 28 серпня 2015 | Цифрове завантаження   | Def Jam           | [ 170 ] |
| США       | 1 вересня 2015 | Contemporary hit radio | Def Jam           | [ 6 ]   |
| Італія    | 4 вересня 2015 | Contemporary hit radio | RBMG Def Jam      | [ 171 ] |
| Німеччина | 9 жовтня 2015  | CD-сингл               | Def Jam Universal | [ 172 ] |